# 杠二
HD 19275，又名BD+73 168，SAO 4840、HR 932，是一颗仙后座的恒星，视星等为4.87，位于銀經132.11，銀緯14.08，其B1900.0坐标为赤經3h 1m 5.2s，赤緯+74° 14.08′ 49″。